# عشرب هوفماني
عشرب هوفماني (الاسم العلمي:Exacum hoffmannii) هو نوع من النباتات يتبع جنس العشرب من الفصيلة الجنطيانية.